# Better Dayz
Albums de 2Pac
Until the End of Time
(2001) The Prophet: The Best of the Works
(2003)
Singles
1. Thugz Mansion
Sortie : 17 octobre 2002
2. Still Ballin'
Sortie : 21 mai 2003

Better Dayz est un album posthume de 2Pac, sorti le 26 novembre 2002.

## Production
Cet album est une compilation de morceaux inédits datant de la période « Makaveli » de 2Pac, période pendant laquelle il était sous contrat chez Death Row Records. Cet album a été produit par Johnny « J », Jazze Pha, Frank Nitty et E.D.I. des Outlawz.
Il comprend un morceau, Military Minds, sur lequel apparaissent Buckshot et Smif-n-Wessun (crédité sous le nom de Cocoa Brovaz), membres du collectif Boot Camp Clik. Ce titre devait faire partie d'un album commun entre 2Pac et Boot Camp Clik intitulé One Nation, album qui n'a jamais vu le jour en raison du décès de 2Pac.

## Réception
L'album s'est classé 1er au Top R&B/Hip-Hop Albums et 5e au Billboard 200. 366 000 disques ont été vendus la première semaine.
Il a été certifié triple disque de platine aux États-Unis par la Recording Industry Association of America (RIAA) le 23 juillet 2014  et au Canada par la Canadian Recording Industry Association (CRIA).
En France, il s'est vendu à  7 900 exemplaires.

## Divers
Le titre Ghetto Star a été utilisé sur la bande son du jeu vidéo 25 to Life.

## Liste des titres

### Disque 1
| No  | Titre                                                          | Contient un (des) sample(s) de | Durée |
| --- | -------------------------------------------------------------- | --- | ----- |
| 1.  | Intro                                                          | | 0:56  |
| 2.  | Still Ballin' (featuring Trick Daddy)                          | | 2:50  |
| 3.  | When We Ride on Our Enemies                                    | | 2:54  |
| 4.  | Changed Man (featuring Johntà Austin et T.I.)                  | | 3:52  |
| 5.  | Fuck Em All (featuring Outlawz)                                | The Message in the Middle of the Bottom de Chaka Khan                                                                                     | 4:26  |
| 6.  | Never B Peace (featuring E.D.I. et Kastro)                     | | 4:59  |
| 7.  | Mama's Just a Little Girl (featuring Kimma Hill)               | | 4:58  |
| 8.  | Street Fame                                                    | | 4:30  |
| 9.  | Whatcha Gonna Do? (featuring The Outlawz)                      | | 3:39  |
| 10. | Fair Xchange (featuring Jazze Pha)                             | | 3:52  |
| 11. | Late Night (featuring Outlawz et DJ Quik)                      | Wind Parade de Donald Byrd Have Your Ass Home by 11:00 de Richard Pryor Last Night Changed It All (I Really Had a Ball) d'Esther Williams | 4:18  |
| 12. | Ghetto Star (featuring Nutt-So)                                | | 4:15  |
| 13. | Thugz Mansion (Acoustic Version) (featuring Nas et J. Phoenix) | | 4:13  |

### Disque 2
| No  | Titre                                                                | Contient un (des) sample(s) de                      | Durée |
| --- | -------------------------------------------------------------------- | --------------------------------------------------- | ----- |
| 1.  | My Block (remix)                                                     |                                                     | 5:22  |
| 2.  | Thugz Mansion (featuring Anthony Hamilton)                           | Love and Happiness d'Al Green                       | 4:07  |
| 3.  | Never Call U Bitch Again (featuring Tyrese)                          |                                                     | 4:38  |
| 4.  | Better Dayz (featuring Ron Isley)                                    | Let's Fall in Love (Parts 1 & 2) des Isley Brothers | 4:17  |
| 5.  | U Can Call                                                           |                                                     | 3:50  |
| 6.  | Military Minds (featuring Cocoa Brovaz et Buckshot)                  |                                                     | 5:29  |
| 7.  | Fame (featuring Outlawz)                                             |                                                     | 4:50  |
| 8.  | Fair Xchange (remix) (featuring Mýa)                                 |                                                     | 3:56  |
| 9.  | Catchin' Feelins (featuring Outlawz)                                 | Peter Piper de Run–DMC                              | 4:54  |
| 10. | There U Go (featuring Outlawz)                                       |                                                     | 5:30  |
| 11. | This Life I Lead                                                     | Naturally Mine d'Al B. Sure!                        | 5:21  |
| 12. | Who Do U Believe In? (featuring Yaki Kadafi et Big Pimpin' Delemond) | Manifest Destiny de Jamiroquai                      | 5:30  |
| 13. | They Don't Give a Fuck About Us (featuring Outlawz)                  |                                                     | 5:04  |
| 14. | Outro                                                                |                                                     | 0:13  |